# Мустаківі
59°26′38″ пн. ш. 24°52′30″ сх. д. / 59.44389° пн. ш. 24.87500° сх. д.

Мустаківі (ест. Mustakivi — «Чорний камінь») — мікрорайон в районі Ласнамяє міста Таллінн. Його населення складає 19 759 чоловік (1 січня 2014). Мікрорайон оточений такими вулицями як Мустаківі теє, Лаагна теє, Петербурі теє. Основна та єдина внутрішньоквартальна вулиця — вулиця Махтра. В Радянський час центральний магазин Мустаківі (Mustakivi keskus) носив назву «Москва». В мікрорайоні розташований єдиний в Ласнамяє ресторан McDonald's. Через мікрорайон курсують автобусні маршрути номер 35, 50, 65.

## Історія
Мікрорайон Мустаківі отримав свою назву на честь хутора Мустаківі, який в свою чергу був названий на честь ритуального каменя темного кольору. В середні віки камінь позначав межі міста. Камінь знаходиться рядом з будинком за адресою Мустаківі теє 10 та є історичним пам'ятником. Північна частина сучасного мікрорайону Мустаківі в минулому входила в склад села Курістіку. В радянські часи Мустаківі був четвертим мікрорайоном Ласнамяє. В 1970-1980-х роках тут були побудовані панельні 9-ти поверхові житлові будинки.

## Населення
За інформацією самоуправління Таллінна, на 1 січня 2014 року населення Мустаківі складало 19 759 жителів. Чоловіків серед них 44%. Естонці складають 23% мешканців мікрорайону.
| 2008   | 2010     | 2011     | 2012     | 2013     | 2014     |
| ------ | -------- | -------- | -------- | -------- | -------- |
| 16 610 | ↗ 17 571 | ↗ 19 103 | ↗ 19 373 | ↗ 19 455 | ↗ 19 759 |